# Ángel Fernández Roca
Ángel Fernández Roca (nacido en Lomas de Zamora el 9 de octubre de 1904) fue un entrenador argentino de fútbol. Su prolongada trayectoria incluye varios clubes argentinos y peruanos, así como las selecciones nacionales de ambos países.

## Biografía
Tras su retirada como entrenador se estableció en la capital peruana, donde permaneció hasta el dia de su fallecimiento.

## Carrera
Sus primeros pasos en la conducción técnica fueron en Gimnasia y Esgrima La Plata. Condujo al Lobo entre 1937 y 1939; a la par de este ciclo tuvo participación como entrenador de la Selección Argentina. Dirigió la mayor parte del Campeonato de 1939 a Boca Juniors. Se mantuvo en este club dirigiendo hasta la tercera fecha del Campeonato de 1940, torneo que Boca terminaría ganando. En ese mismo campeonato se hizo cargo de Lanús, equipo que luchaba por la permanencia; aplicando un estilo de juego ofensivo logró reposicionar al Granate y salvarlo del descenso. 

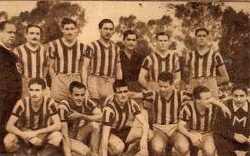
Formación de Rosario Central que eliminó a Newell's en los octavos de final de la Copa Británica 1946, triunfando 4-2. Parados: Ángel Fernández Roca (entrenador), José Casalini, Enrique Maffei, Constancio Rivero, Roberto Quatrocchi, Alfredo Fógel, Lidoro Soria; hincados: Osvaldo Pérez, Benjamín Santos, Federico Geronis, Waldino Aguirre, Rubén Marracino.

En 1941 retorna a Gimnasia; al año siguiente se haría cargo del Seleccionado de Perú, afrontando el Campeonato Sudamericano de ese año. En 1943 llegó a All Boys, equipo al que dirigió 79 partidos durante dos temporadas en la Primera B. En 1945 entrenó a Unión de Santa Fe en esa misma divisional. Al año siguiente retornó al fútbol de Primera al hacerse cargo de la conducción de Rosario Central. Dirigió al canalla durante la primera rueda del Campeonato de 1946, cosechando 6 victorias, 3 empates y 9 derrotas; la última de ellas lo eyectó del cargo al ser goleado por San Lorenzo de Almagro, posteriormente campeón del torneo. Se destacan en su ciclo dos victorias, en fechas consecutivas en Arroyito: el 9 de junio vapuleó 6-0 a Independiente, mientras que una semana más tarde goleó 3-0 a Boca Juniors. Además al inicio de la temporada eliminó a Newell's Old Boys de la Copa de Competencia Británica, al derrotarlo 4-2 en octavos de final, cotejo disputado el 14 de abril.
En 1951 volvió a Perú para entrenar a Mariscal Sucre, en la que fue la primera temporada profesional de la Primera División del Perú; su equipo finalizó en el tercer puesto, y además colaboró en la conducción técnica de Alianza Lima. Repitió esta doble función en 1952, colaborando con el club Chorrillos. Durante su primera temporada en Sucre, promovió la idea de incorporar a once futbolistas extranjeros, diez argentinos y un paraguayo, apoyado por el presidente de la institución Carlos Cárdenas. El proyecto quedó trunco, ya que no se habilitó formalmente a estos futbolistas, no pudiendo jugar más que algún amistoso con la casaca sucrista. El año 1953 lo encontró en el banco de Ciclista Lima; en este equipo estaría una temporada más, teniendo en cuenta que también cumplió con su segundo ciclo al frente de la selección peruana en este período. 
En 1956 retorna a Argentina para dirigir a San Lorenzo de Almagro. Afronta primeramente una gira por Europa, disputando 14 partidos ante equipos de Inglaterra, España, Francia e Italia. En el Campeonato de 1956 llegó a dirigir 28 encuentros. En 1959 se hizo cargo de Colón en segunda división; luego tomó la conducción de Central Córdoba de Rosario, que luchaba por permanecer en la Primera División, no pudiendo lograr el objetivo. Continuó los años siguientes dirigiendo en Primera B a Defensores de Belgrano y nuevamente a All Boys. A mediados de la década de 1960 retornó a Perú, entrenando a Sport Boys del Callao en 1964 y a Alfonso Ugarte de Chiclin en 1967. Con los Diablos Rojos obtuvo la primera edición de la Copa Perú, devolviendo al conjunto de Chiclin a Primera División.
Cabe destacar que fue fundador de la Asociación de Técnicos de Fútbol Argentino en 1963; ya había formado parte de la organización predecesora, llamada Círculo Argentino de Técnicos de Fútbol, en 1948.

## Clubes
| Club                        | País      | Año       |
| --------------------------- | --------- | --------- |
| Gimnasia y Esgrima La Plata | Argentina | 1937-1939 |
| Boca Juniors                | Argentina | 1939-1940 |
| Lanús                       | Argentina | 1940      |
| Gimnasia y Esgrima La Plata | Argentina | 1941      |
| Selección Nacional          | Perú      | 1942      |
| All Boys                    | Argentina | 1943-1944 |
| Unión de Santa Fe           | Argentina | 1945      |
| Rosario Central             | Argentina | 1946      |
| Tigre                       | Argentina | 1946-1947 |
| Mariscal Sucre              | Perú      | 1951-1952 |
| Association Chorrillos      | Perú      | 1952      |
| Ciclista Lima               | Perú      | 1953-1954 |
| San Lorenzo de Almagro      | Argentina | 1956      |
| Tigre                       | Argentina | 1957-1958 |
| Colón                       | Argentina | 1959      |
| Central Córdoba de Rosario  | Argentina | 1959      |
| Defensores de Belgrano      | Argentina | 1960      |
| All Boys                    | Argentina | 1962      |
| Sport Boys                  | Perú      | 1964      |
| Alfonso Ugarte de Chiclin   | Perú      | 1966-1967 |

## Selección nacional

### Argentina
Durante 1938, mientras dirigía a Gimnasia y se desempeñaba también como empleado de AFA, le fue ofrecido el cargo de entrenador en la selección. El 18 de junio enfrentó a Uruguay y lo derrotó 1-0, obteniendo la Copa Juan Mignaburu. Luego logró la Copa Héctor Gómez, también ante el seleccionado charrúa. En 1939 enfrentó a Brasil por la Copa Roca, en dos encuentros disputados en Río de Janeiro, obteniendo el título. Su participación en la selección albiceleste fue muy efectiva, ya que ganó 3 partidos y perdió 1.

### Perú
En 1942 condujo al equipo nacional peruano en el Sudamericano de Uruguay. Allí obtuvo el 5° puesto, fruto de una única victoria, dos empates y tres derrotas.
En 1953 fue elegido para ser colaborador del británico William Cook durante el Sudamericano celebrado en tierras incaicas. Pero a falta de tres fechas Cook fue expulsado en un partido por indisciplina, siendo relegado por la Federación Peruana a un segundo plano, nombrando a Fernández Roca entrenador principal; consiguió una resonante victoria ante Brasil el 19 de marzo, por 1-0 con gol de Luis Navarrete, en la que fue la primera victoria peruana ante el Scratch y la única conseguida en Lima hasta la fecha. Ese mismo año obtuvo con el equipo incaico la primera edición de la Copa del Pacífico, al superar a Chile.
Totalizó 11 encuentros al frente de Perú entre sus dos ciclos; ganó 3 partidos, empató 3 y perdió 5.

#### Participación por torneos
| Selección | Copa                | Sede      | Resultado |
| --------- | ------------------- | --------- | --------- |
| Argentina | Juan Mignaburu 1938 | Argentina | Campeón   |
| Argentina | Héctor Gómez 1938   | Uruguay   | Campeón   |
| Argentina | Copa Roca 1939      | Brasil    | Campeón   |
| Perú      | Sudamericano 1942   | Uruguay   | 5° puesto |
| Perú      | Sudamericano 1953   | Perú      | 5° puesto |
| Perú      | del Pacífico 1953   | Perú      | Campeón   |

#### Participación por partidos
| Selección | Copa           | Fecha      | Estadio                     | Rival     | Resultado |
| --------- | -------------- | ---------- | --------------------------- | --------- | --------- |
| Argentina | Juan Mignaburu | 8-06-1938  | River Plate de Buenos Aires | Uruguay   | 1-0       |
| Argentina | Héctor Gómez   | 12-10-1938 | Centenario de Montevideo    | Uruguay   | 3-2       |
| Argentina | Roca           | 15-01-1939 | São Januário de Río         | Brasil    | 5-1       |
| Argentina | Roca           | 22-01-1939 | São Januário de Río         | Brasil    | 2-3       |
| Perú      | Sudamericano   | 18-01-1942 | Centenario de Montevideo    | Paraguay  | 1-1       |
| Perú      | Sudamericano   | 21-01-1942 | Centenario de Montevideo    | Brasil    | 1-2       |
| Perú      | Sudamericano   | 25-01-1942 | Centenario de Montevideo    | Argentina | 1-3       |
| Perú      | Sudamericano   | 28-01-1942 | Centenario de Montevideo    | Ecuador   | 2-1       |
| Perú      | Sudamericano   | 01-02-1942 | Centenario de Montevideo    | Uruguay   | 0-3       |
| Perú      | Sudamericano   | 07-02-1942 | Centenario de Montevideo    | Chile     | 0-0       |
| Perú      | Sudamericano   | 08-03-1953 | Nacional de Lima            | Paraguay  | 2-2       |
| Perú      | Sudamericano   | 19-08-1953 | Nacional de Lima            | Brasil    | 1-0       |
| Perú      | Sudamericano   | 28-03-1953 | Nacional de Lima            | Uruguay   | 0-3       |
| Perú      | del Pacífico   | 26-07-1953 | Nacional de Lima            | Chile     | 1-2       |
| Perú      | del Pacífico   | 28-07-1953 | Nacional de Lima            | Chile     | 5-0       |

## Palmarés

### Campeonatos internacionales
| Selección | Título              | Año  |
| --------- | ------------------- | ---- |
| Argentina | Copa Juan Mignaburu | 1938 |
| Argentina | Copa Héctor Gómez   | 1938 |
| Argentina | Copa Roca           | 1939 |
| Perú      | Copa del Pacífico   | 1953 |

### Campeonatos nacionales
| Equipo                    | Título    | País | Año  |
| ------------------------- | --------- | ---- | ---- |
| Alfonso Ugarte de Chiclin | Copa Perú | Perú | 1967 |

| Predecesor: Manuel Seoane | Entrenadores de la Selección argentina 1938-1939 | Sucesor: Guillermo Stábile |

| Predecesor: Domingo Arrillaga | Entrenadores de la Selección peruana 1942 | Sucesor: José Arana |

| Predecesor: William Cook | Entrenadores de la Selección peruana 1953 | Sucesor: Juan Valdivieso |